# Szelenyinus
Szelenyinus is een geslacht van vliesvleugeligen uit de familie Pteromalidae. De wetenschappelijke naam van dit geslacht is voor het eerst geldig gepubliceerd in 1974 door Boucek.

## Soorten
Het geslacht Szelenyinus is monotypisch en omvat slechts de volgende soort:
- Szelenyinus brevinervis Boucek, 1974